# Futurepop
Futurepop är en genre inom elektronisk dansmusik som blandar influenser från synthpop, uplifting trance och EBM. Termen "futurepop" myntades av Ronan Harris, sångare i VNV Nation, och Stephan Groth, sångare i Apoptygma Berzerk.